# Kvalifikace na Mistrovství Evropy ve fotbale 1968
Kvalifikace na Mistrovství Evropy ve fotbale 1968 probíhala od září 1966 do května 1968. Zúčastnilo se jí 31 fotbalových reprezentací, které byly rozlosovány do osmi skupin po čtyřech, resp. třech týmech. Ve skupinách hrál každý s každým doma a venku. Vítězové skupin postoupili do čtvrtfinále, kde se střetli systémem doma a venku o postup na závěrečný turnaj.

## Skupinová fáze

### Skupina 1
| Poř. | Tým            | B | Z | V | R | P | VG | IG |
| ---- | -------------- | - | - | - | - | - | -- | -- |
| 1.   | Španělsko      | 8 | 6 | 3 | 2 | 1 | 6  | 2  |
| 2.   | Československo | 7 | 6 | 3 | 1 | 2 | 8  | 4  |
| 3.   | Irsko          | 5 | 6 | 2 | 1 | 3 | 5  | 8  |
| 4.   | Turecko        | 4 | 6 | 1 | 2 | 3 | 3  | 8  |

| Datum              | Místo      | Domácí         | Výsl. | Hosté          |
| ------------------ | ---------- | -------------- | ----- | -------------- |
| 23. října 1966     | Dublin     | Irsko          | 0:0   | Španělsko      |
| 16. listopadu 1966 | Dublin     | Irsko          | 2:1   | Turecko        |
| 7. prosince 1966   | Valencia   | Španělsko      | 2:0   | Irsko          |
| 1. února 1967      | Istanbul   | Turecko        | 0:0   | Španělsko      |
| 22. února 1967     | Ankara     | Turecko        | 2:1   | Irsko          |
| 21. května 1967    | Dublin     | Irsko          | 0:2   | Československo |
| 31. května 1967    | Bilbao     | Španělsko      | 2:0   | Turecko        |
| 18. června 1967    | Bratislava | Československo | 3:0   | Turecko        |
| 1. října 1967      | Praha      | Československo | 1:0   | Španělsko      |
| 22. října 1967     | Madrid     | Španělsko      | 2:1   | Československo |
| 15. listopadu 1967 | Ankara     | Turecko        | 0:0   | Československo |
| 22. listopadu 1967 | Praha      | Československo | 1:2   | Irsko          |

### Skupina 2
| Poř. | Tým         | B  | Z | V | R | P | VG | IG |
| ---- | ----------- | -- | - | - | - | - | -- | -- |
| 1.   | Bulharsko   | 10 | 6 | 4 | 2 | 0 | 10 | 2  |
| 2.   | Portugalsko | 6  | 6 | 2 | 2 | 2 | 6  | 6  |
| 3.   | Švédsko     | 5  | 6 | 2 | 1 | 3 | 9  | 12 |
| 4.   | Norsko      | 3  | 6 | 1 | 1 | 4 | 9  | 14 |

| Datum              | Místo  | Domácí      | Výsl. | Hosté       |
| ------------------ | ------ | ----------- | ----- | ----------- |
| 13. listopadu 1966 | Sofie  | Bulharsko   | 4:2   | Norsko      |
| 13. listopadu 1966 | Oeiras | Portugalsko | 1:2   | Švédsko     |
| 1. června 1967     | Solna  | Švédsko     | 1:1   | Portugalsko |
| 8. června 1967     | Oslo   | Norsko      | 1:2   | Portugalsko |
| 11. června 1967    | Solna  | Švédsko     | 0:2   | Bulharsko   |
| 29. června 1967    | Oslo   | Norsko      | 0:0   | Bulharsko   |
| 3. září 1967       | Oslo   | Norsko      | 3:1   | Švédsko     |
| 5. listopadu 1967  | Solna  | Švédsko     | 5:2   | Norsko      |
| 12. listopadu 1967 | Porto  | Portugalsko | 2:1   | Norsko      |
| 12. listopadu 1967 | Sofie  | Bulharsko   | 3:0   | Švédsko     |
| 26. listopadu 1967 | Sofie  | Bulharsko   | 1:0   | Portugalsko |
| 17. prosince 1967  | Oeiras | Portugalsko | 0:0   | Bulharsko   |

### Skupina 3
| Poř. | Tým           | B  | Z | V | R | P | VG | IG |
| ---- | ------------- | -- | - | - | - | - | -- | -- |
| 1.   | Sovětský svaz | 10 | 6 | 5 | 0 | 1 | 16 | 6  |
| 2.   | Řecko         | 5  | 6 | 2 | 1 | 3 | 7  | 8  |
| 3.   | Rakousko      | 5  | 6 | 2 | 1 | 3 | 7  | 9  |
| 4.   | Finsko        | 2  | 6 | 0 | 2 | 4 | 5  | 12 |

| Datum             | Místo    | Domácí        | Výsl. | Hosté         |
| ----------------- | -------- | ------------- | ----- | ------------- |
| 2. října 1966     | Helsinky | Finsko        | 0:0   | Rakousko      |
| 16. října 1966    | Soluň    | Řecko         | 2:1   | Finsko        |
| 10. května 1967   | Helsinky | Finsko        | 1:1   | Řecko         |
| 11. června 1967   | Moskva   | Sovětský svaz | 4:3   | Rakousko      |
| 16. července 1967 | Tbilisi  | Sovětský svaz | 4:0   | Řecko         |
| 30. srpna 1967    | Moskva   | Sovětský svaz | 2:0   | Finsko        |
| 6. září 1967      | Turku    | Finsko        | 2:5   | Sovětský svaz |
| 24. září 1967     | Vídeň    | Rakousko      | 2:1   | Finsko        |
| 4. října 1967     | Pireus   | Řecko         | 4:1   | Rakousko      |
| 15. října 1967    | Vídeň    | Rakousko      | 1:0   | Sovětský svaz |
| 31. října 1967    | Pireus   | Řecko         | 0:1   | Sovětský svaz |
| 5. listopadu 1967 | Vídeň    | Rakousko      | 1:1   | Řecko         |

### Skupina 4
| Poř. | Tým        | B | Z | V | R | P | VG | IG |
| ---- | ---------- | - | - | - | - | - | -- | -- |
| 1.   | Jugoslávie | 6 | 4 | 3 | 0 | 1 | 8  | 3  |
| 2.   | SRN        | 5 | 4 | 2 | 1 | 1 | 9  | 2  |
| 3.   | Albánie    | 1 | 4 | 0 | 1 | 3 | 0  | 12 |

| Datum              | Místo    | Domácí     | Výsl. | Hosté      |
| ------------------ | -------- | ---------- | ----- | ---------- |
| 8. dubna 1967      | Dortmund | SRN        | 6:0   | Albánie    |
| 3. května 1967     | Bělehrad | Jugoslávie | 1:0   | SRN        |
| 14. května 1967    | Tirana   | Albánie    | 0:2   | Jugoslávie |
| 7. října 1967      | Hamburk  | SRN        | 3:1   | Jugoslávie |
| 12. listopadu 1967 | Bělehrad | Jugoslávie | 4:0   | Albánie    |
| 17. prosince 1967  | Tirana   | Albánie    | 0:0   | SRN        |

### Skupina 5
| Poř. | Tým        | B | Z | V | R | P | VG | IG |
| ---- | ---------- | - | - | - | - | - | -- | -- |
| 1.   | Maďarsko   | 9 | 6 | 4 | 1 | 1 | 15 | 5  |
| 2.   | NDR        | 7 | 6 | 3 | 1 | 2 | 10 | 10 |
| 3.   | Nizozemsko | 5 | 6 | 2 | 1 | 3 | 11 | 11 |
| 4.   | Dánsko     | 3 | 6 | 1 | 1 | 4 | 6  | 16 |

| Datum              | Místo     | Domácí     | Výsl. | Hosté      |
| ------------------ | --------- | ---------- | ----- | ---------- |
| 7. září 1966       | Rotterdam | Nizozemsko | 2:2   | Maďarsko   |
| 21. září 1966      | Budapešť  | Maďarsko   | 6:0   | Dánsko     |
| 30. listopadu 1966 | Rotterdam | Nizozemsko | 2:0   | Dánsko     |
| 5. dubna 1967      | Lipsko    | NDR        | 4:3   | Nizozemsko |
| 10. května 1967    | Budapešť  | Maďarsko   | 2:1   | Nizozemsko |
| 24. května 1967    | Kodaň     | Dánsko     | 0:2   | Maďarsko   |
| 4. června 1967     | Kodaň     | Dánsko     | 1:1   | NDR        |
| 13. září 1967      | Amsterdam | Nizozemsko | 1:0   | NDR        |
| 27. září 1967      | Budapešť  | Maďarsko   | 3:1   | NDR        |
| 4. října 1967      | Kodaň     | Dánsko     | 3:2   | Nizozemsko |
| 11. října 1967     | Lipsko    | NDR        | 3:2   | Dánsko     |
| 29. října 1967     | Lipsko    | NDR        | 1:1   | Maďarsko   |

### Skupina 6
| Poř. | Tým       | B  | Z | V | R | P | VG | IG |
| ---- | --------- | -- | - | - | - | - | -- | -- |
| 1.   | Itálie    | 11 | 6 | 5 | 1 | 0 | 17 | 3  |
| 2.   | Rumunsko  | 6  | 6 | 3 | 0 | 3 | 18 | 14 |
| 3.   | Švýcarsko | 5  | 6 | 2 | 1 | 3 | 17 | 13 |
| 4.   | Kypr      | 2  | 6 | 1 | 0 | 5 | 3  | 25 |

| Datum              | Místo    | Domácí    | Výsl. | Hosté     |
| ------------------ | -------- | --------- | ----- | --------- |
| 2. listopadu 1966  | Bukurešť | Rumunsko  | 4:2   | Švýcarsko |
| 26. listopadu 1966 | Neapol   | Itálie    | 3:1   | Rumunsko  |
| 3. prosince 1966   | Nikósie  | Kypr      | 1:5   | Rumunsko  |
| 22. března 1967    | Nikósie  | Kypr      | 0:2   | Itálie    |
| 23. dubna 1967     | Bukurešť | Rumunsko  | 7:0   | Kypr      |
| 24. května 1967    | Curych   | Švýcarsko | 7:1   | Rumunsko  |
| 25. června 1967    | Bukurešť | Rumunsko  | 0:1   | Itálie    |
| 1. listopadu 1967  | Cosenza  | Itálie    | 5:0   | Kypr      |
| 8. listopadu 1967  | Lugano   | Švýcarsko | 5:0   | Kypr      |
| 18. listopadu 1967 | Bern     | Švýcarsko | 2:2   | Itálie    |
| 23. prosince 1967  | Cagliari | Itálie    | 4:0   | Švýcarsko |
| 17. února 1968     | Nikósie  | Kypr      | 2:1   | Švýcarsko |

### Skupina 7
| Poř. | Tým         | B | Z | V | R | P | VG | IG |
| ---- | ----------- | - | - | - | - | - | -- | -- |
| 1.   | Francie     | 9 | 6 | 4 | 1 | 1 | 14 | 6  |
| 2.   | Belgie      | 7 | 6 | 3 | 1 | 2 | 14 | 9  |
| 3.   | Polsko      | 7 | 6 | 3 | 1 | 2 | 13 | 9  |
| 4.   | Lucembursko | 1 | 6 | 0 | 1 | 5 | 1  | 18 |

| Datum              | Místo     | Domácí      | Výsl. | Hosté       |
| ------------------ | --------- | ----------- | ----- | ----------- |
| 2. října 1966      | Štětín    | Polsko      | 4:0   | Lucembursko |
| 22. října 1966     | Paříž     | Francie     | 2:1   | Polsko      |
| 11. listopadu 1966 | Brusel    | Belgie      | 2:1   | Francie     |
| 26. listopadu 1966 | Lucemburk | Lucembursko | 0:3   | Francie     |
| 19. března 1967    | Lucemburk | Lucembursko | 0:5   | Belgie      |
| 16. dubna 1967     | Lucemburk | Lucembursko | 0:0   | Polsko      |
| 21. května 1967    | Chorzów   | Polsko      | 3:1   | Belgie      |
| 17. září 1967      | Varšava   | Polsko      | 1:4   | Francie     |
| 8. října 1967      | Brusel    | Belgie      | 2:4   | Polsko      |
| 28. října 1967     | Nantes    | Francie     | 1:1   | Belgie      |
| 22. listopadu 1967 | Bruggy    | Belgie      | 3:0   | Lucembursko |
| 23. prosince 1967  | Paříž     | Francie     | 3:1   | Lucembursko |

### Skupina 8
| Poř. | Tým           | B | Z | V | R | P | VG | IG |
| ---- | ------------- | - | - | - | - | - | -- | -- |
| 1.   | Anglie        | 9 | 6 | 4 | 1 | 1 | 15 | 5  |
| 2.   | Skotsko       | 8 | 6 | 3 | 2 | 1 | 10 | 8  |
| 3.   | Wales         | 4 | 6 | 1 | 2 | 3 | 6  | 12 |
| 4.   | Severní Irsko | 3 | 6 | 1 | 1 | 4 | 2  | 8  |

| Datum              | Místo   | Domácí        | Výsl. | Hosté         |
| ------------------ | ------- | ------------- | ----- | ------------- |
| 22. října 1966     | Belfast | Severní Irsko | 0:2   | Anglie        |
| 22. října 1966     | Cardiff | Wales         | 1:1   | Skotsko       |
| 16. listopadu 1966 | Glasgow | Skotsko       | 2:1   | Severní Irsko |
| 16. listopadu 1966 | Londýn  | Anglie        | 5:1   | Wales         |
| 12. dubna 1967     | Belfast | Severní Irsko | 0:0   | Wales         |
| 15. dubna 1967     | Londýn  | Anglie        | 2:3   | Skotsko       |
| 21. října 1967     | Cardiff | Wales         | 0:3   | Anglie        |
| 21. října 1967     | Belfast | Severní Irsko | 1:0   | Skotsko       |
| 22. listopadu 1967 | Glasgow | Skotsko       | 3:2   | Wales         |
| 22. listopadu 1967 | Londýn  | Anglie        | 2:0   | Severní Irsko |
| 24. února 1968     | Glasgow | Skotsko       | 1:1   | Anglie        |
| 28. února 1968     | Wrexham | Wales         | 2:0   | Severní Irsko |

## Čtvrtfinále
| 6. dubna 1968 17:00                         |       |                           |                                                                                        |
| Bulharsko                                   | 3 – 2 | Itálie                    | Národní stadion Vasil Levski, Sofie diváci: 70.000 rozhodčí: Gerhard Schulenburg (FRG) |
| Kotkov 12' (pen.) Dermendžiev 66' Žekov 73' |       | Penev 61' (vl.) Prati 83' | Národní stadion Vasil Levski, Sofie diváci: 70.000 rozhodčí: Gerhard Schulenburg (FRG) |

| 20. dubna 1968 16:00     |       |           |                                                                          |
| Itálie                   | 2 – 0 | Bulharsko | Stadio San Paolo, Neapol diváci: 95.000 rozhodčí: Gottfried Dienst (SUI) |
| Prati 14' Domenghini 68' |       |           | Stadio San Paolo, Neapol diváci: 95.000 rozhodčí: Gottfried Dienst (SUI) |

 Itálie zvítězila celkovým skóre 4:3 a postoupila na závěrečný turnaj.
| 4. května 1968 17:00  |       |               |                                                                        |
| Maďarsko              | 2 – 0 | Sovětský svaz | Népstadion, Budapešť diváci: 80.000 rozhodčí: Laurens Van Ravens (NED) |
| Farkas 22' Göröcs 84' |       |               | Népstadion, Budapešť diváci: 80.000 rozhodčí: Laurens Van Ravens (NED) |

| 11. května 1968 19:30                         |       |          |                                                                          |
| Sovětský svaz                                 | 3 – 0 | Maďarsko | Stadion Lužniki, Moskva diváci: 102.000 rozhodčí: Kurt Tschenscher (FRG) |
| Solymosi 22' (vl.) Churcilava 59' Byšovec 72' |       |          | Stadion Lužniki, Moskva diváci: 102.000 rozhodčí: Kurt Tschenscher (FRG) |

 Sovětský svaz zvítězil celkovým skóre 3:2 a postoupil na závěrečný turnaj.
| 3. dubna 1968 19:45 |       |           |                                                                      |
| Anglie              | 1 – 0 | Španělsko | Wembley Stadium, Londýn diváci: 100.000 rozhodčí: Gilbert Droz (SUI) |
| B. Charlton 84'     |       |           | Wembley Stadium, Londýn diváci: 100.000 rozhodčí: Gilbert Droz (SUI) |

| 8. května 1968 20:30 |       |                       |                                                                         |
| Španělsko            | 1 – 2 | Anglie                | Santiago Bernabéu, Madrid diváci: 120.000 rozhodčí: Josef Krňávek (TCH) |
| Amancio 48'          |       | Peters 55' Hunter 81' | Santiago Bernabéu, Madrid diváci: 120.000 rozhodčí: Josef Krňávek (TCH) |

 Anglie zvítězila celkovým skóre 3:1 a postoupila na závěrečný turnaj.
| 6. dubna 1968 16:00 |       |             |                                                                        |
| Francie             | 1 – 1 | Jugoslávie  | Stade Vélodrome, Marseille diváci: 35.423 rozhodčí: Erwin Vetter (FRG) |
| Di Nallo 78'        |       | Musemić 66' | Stade Vélodrome, Marseille diváci: 35.423 rozhodčí: Erwin Vetter (FRG) |

| 24. dubna 1968 16:30                         |       |              |                                                                    |
| Jugoslávie                                   | 5 – 1 | Francie      | Stadion JNA, Bělehrad diváci: 70.900 rozhodčí: Paul Schiller (AUT) |
| Petković 3', 33' Musemić 12', 80' Džajić 24' |       | Di Nallo 34' | Stadion JNA, Bělehrad diváci: 70.900 rozhodčí: Paul Schiller (AUT) |

 Jugoslávie zvítězila celkovým skóre 6:2 a postoupila na závěrečný turnaj.